# Songold
Songold es una variedad cultivar de ciruelo (Prunus salicina), de las denominadas ciruelas japonesas.
Una variedad de ciruela obtenida en la granja experimental de Stellenbosch (República de Sudáfrica) de un cruzamiento de 'Golden Queen' x 'Wickson' en 1970. Las frutas tienen una pulpa bastante suave, muy jugosa, con un sabor dulce y agradable con un buen aroma. Tolera las zonas de rusticidad según el departamento USDA, de nivel 10a.

## Sinonimia
- "African Pride"TM.[4]

## Historia
'Songold' variedad de ciruela, se encontró como resultado del cruce de Parental-Madre 'Golden Queen' x polen como Parental-Padre de 'Wickson'. Siendo evaluados por Chris Smith de Stellenbosch en Franschhoek, Stellenbosch y Groot Drakenstein , (Sudáfrica). La variedad fue lanzada en los circuitos comerciales en 1985 por "ARC Infruitec", Nietvoorbij, Sudáfrica.
'Songold' está cultivada en Sudáfrica, Israel, y España.

## Características
'Songold' árbol medio y vigoroso, siendo su fuerte crecimiento erguido una característica notable de la variedad, extendido, bastante productivo. Flor blanca, que tiene un tiempo de floración que comienza a partir del 18 de abril con el 10% de floración, para el 21 de abril tiene una floración completa (80%), y para el 8 de mayo tiene un 90% de caída de pétalos. Es auto estéril necesita un polinizador adecuado tal como 'Laetitia', 'Santa Rosa', y 'Friar'.
'Songold' tiene una talla de fruto medio a grueso, de forma algo acorazonada; epidermis tiene una piel fina de color amarillo verdoso, a menudo con rubores anaranjados; pulpa de color amarillo oscuro a naranja claro y tiene una textura firme, crujiente, jugosa y derretida. Buena para comer en fresco tiene un sabor dulce y agradable con un buen aroma.
Hueso adherente, pequeño, elíptico, aplanado, surcos poco marcados, superficie rugosa.
Su tiempo de recogida de cosecha se inicia en su maduración en la segunda semana de septiembre.

## Usos
Una buena ciruela de postre fresco en mesa.